# 出羽三山供養塔

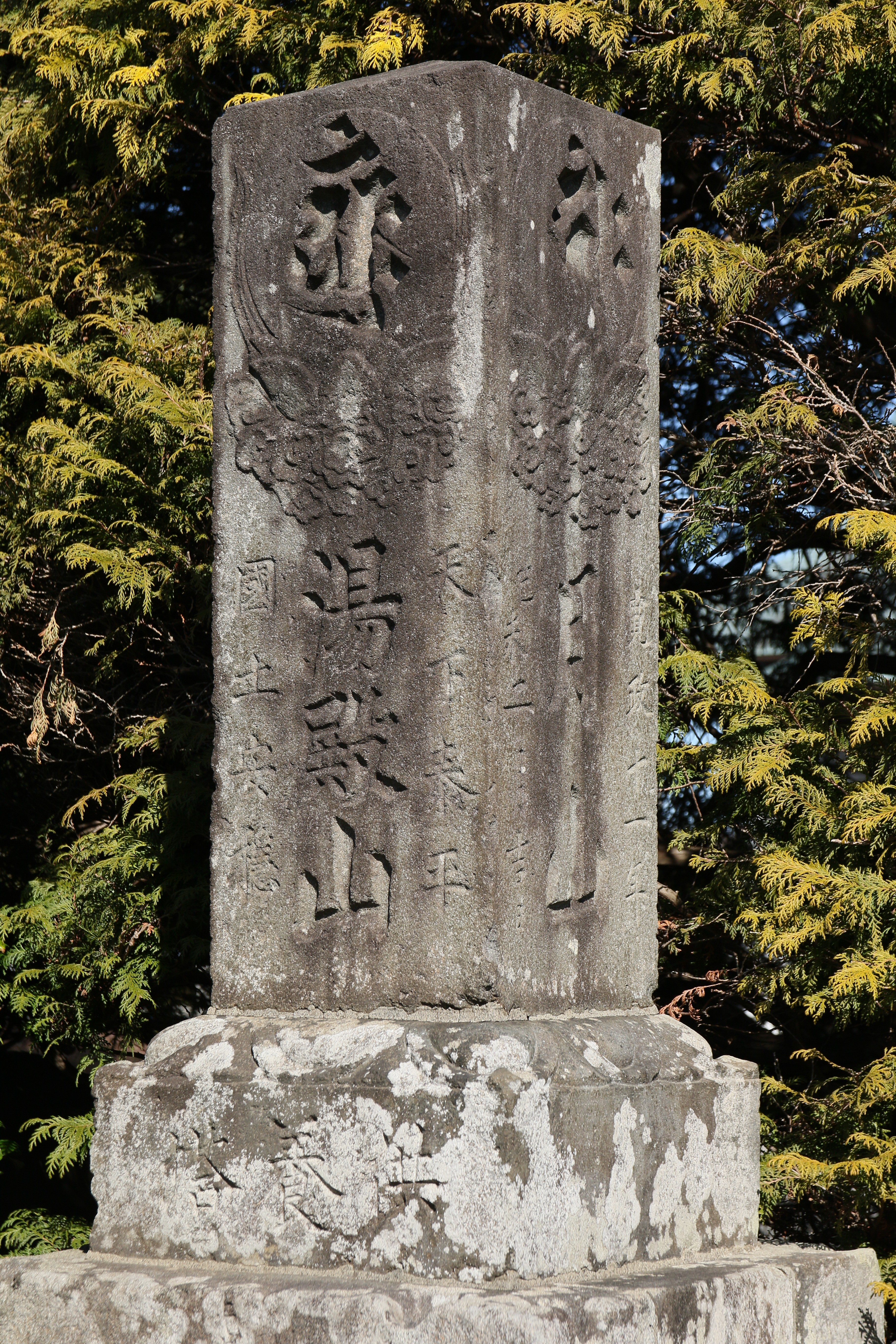
円光寺（横浜市緑区新治町）の出羽三山供養塔。正面に湯殿山、右側面に月山、左側面に羽黒山を刻む。1799年（寛政11年）造立

出羽三山供養塔（でわさんざんくようとう）は、山形県の出羽三山（月山・羽黒山・湯殿山）参拝の記念に造立された石塔である。主に東日本に分布している。出羽三山碑ともいう。

## 出羽三山信仰
山形県の出羽三山に対する信仰を出羽三山信仰という。月山・羽黒山・湯殿山が出羽三山となったのは近世以降である。それまでは湯殿山の代わりに葉山が三山の一つであり、湯殿山は総奥の院とされた。また、出羽三山という呼称が一般化したのは昭和以降であり、それ以前は羽黒三山、羽州三山などと呼ばれていた。
羽黒山に修験道の教団（羽黒修験）が形成されたのは平安時代の末期と考えられており、山頂にある御手洗池（鏡池）から出土した銅鏡の大半は平安・鎌倉時代のものである。羽黒修験では以下の本地垂迹としていた。
| 山名   | 本地仏     | 垂迹神                 |
| ------ | ---------- | ---------------------- |
| 月山   | 阿弥陀如来 | 月読命                 |
| 羽黒山 | 観世音菩薩 | 玉依姫（今は倉稲魂命） |
| 湯殿山 | 大日如来   | 大山祇神               |

羽黒山には天台宗・真言宗・臨済宗などの寺があったが、1641年（寛永18年）に寛永寺末となり天台宗に統一された。しかし、湯殿山の4ヶ寺は真言宗にとどまったことにより、天台宗が羽黒山と月山の祭祀権を、真言宗が湯殿山の祭祀権を持つこととなった。
明治時代の神仏分離において三山は神道化して月山神社、羽黒山の出羽神社、 湯殿山神社となり、月山神社の宮司がそれらを管轄した。月山の登山道にあった数多くの石仏が谷に突き落とされ、湯殿山の4ヶ寺は祭祀権を失った。

### 出羽三山講

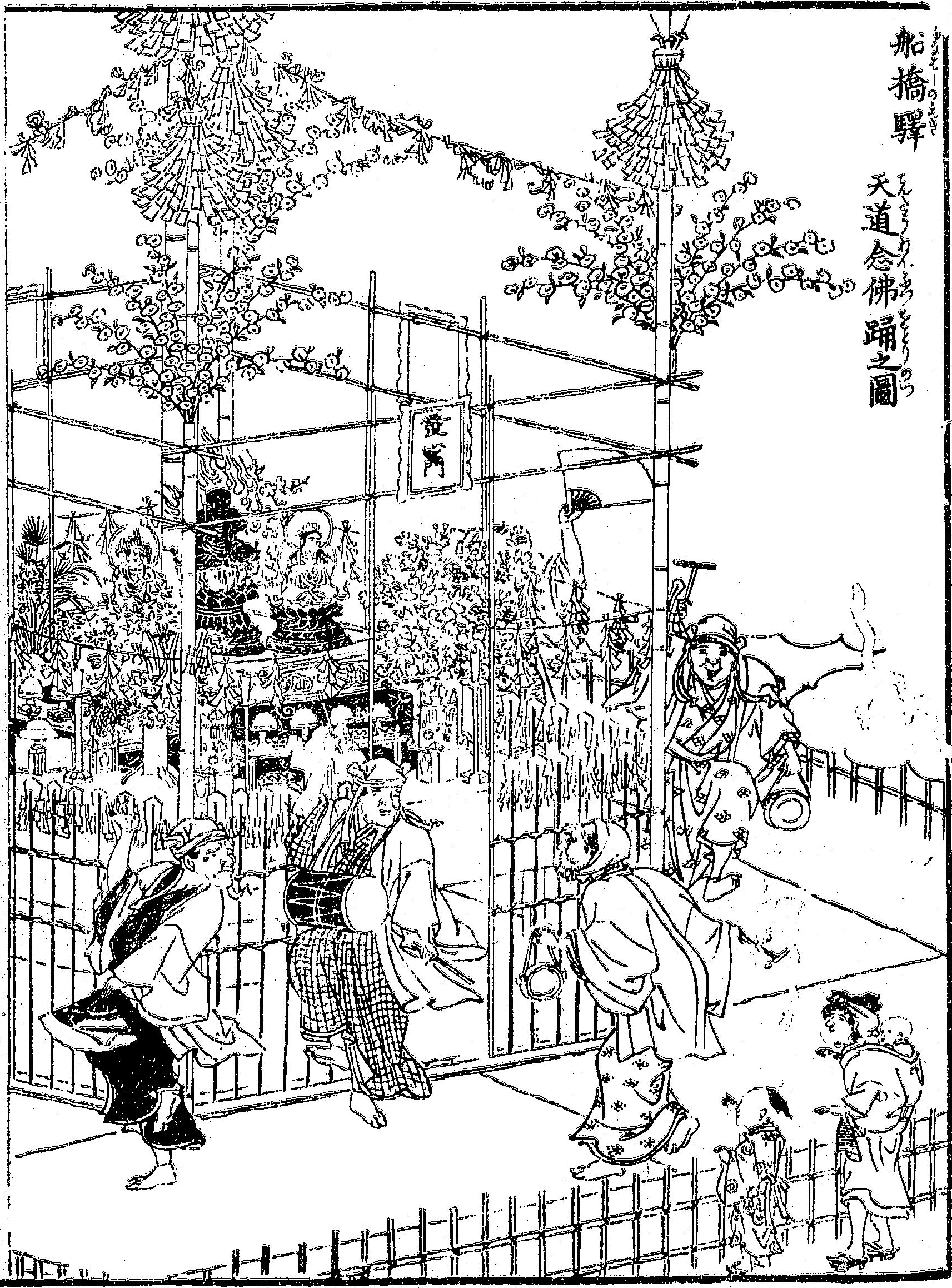
江戸名所図会に描かれた船橋の天道念仏踊

出羽三山に登拝する講集団のことを出羽三山講や三山講（さんやまこう）と言う。八日講と称する講もあり、湯殿山の開山日が8日であるためとも、湯殿山のお歳夜（神様の年越し）が12月8日であるためともいわれる。なお、秋田県内にも八日講があるが、これは八日大神とも呼ばれる唐松様信仰の講である。
新潟県内では上方とは逆に向かうため「おしも講」と呼ばれ、岩手県内では最上講といい鳥海山にも登拝する。千葉県内では奥州講とも呼ばれる。講中による登拝の記念に三山塚を築き、供養塔を造立した。
講は特定の宿坊との師檀関係にあり、宿坊は檀那場や霞と呼ばれる担当地域が定められていた。明治になると赤心報国教会（翌年に敬愛教社と改称）が檀那場の権利を保障するようになるが、のちに神社が檀那場の権利を授与するように改められた。
千葉県では天道念仏と出羽三山信仰の習合がみられ、白衣を着た出羽三山講の行者が鉦と太鼓を鳴らしながら念仏を唱え、梵天（大型の御幣）を立てたヤグラの回りを踊る。終了後に梵天を三山塚に納めることもある。梵天は湯殿山信仰の象徴であり、神の依り代、行人の身代りとしての意味を持つ。

## 形態と分布
出羽三山供養塔は、「湯殿山」のみを刻むものと、「月山」「湯殿山」「羽黒山」の三山を刻むものに大別することができる。

### 湯殿山供養塔
湯殿山碑ともいう。自然石に「湯殿山」「湯殿山供養」「湯殿山大権現」などと刻み、上部に胎蔵界大日如来の種字（アーンク）を刻むこともある。
湯殿山4ヶ寺の檀那場であった宮城・福島・山形・新潟・栃木県では、湯殿山のみを刻むものが圧倒的に多い。
刻像塔には大日如来像が彫られる。

### 出羽三山塔
三山碑ともいう。羽黒山の檀那場であった青森県と、栃木県以外の関東各県では、三山を並記したものが多い。湯殿山を総奥の院として三山の上位に位置付けていたこともあり、湯殿山を中心にして月山と羽黒山をその左右に配置する。
山名の下に「大権現」を付けたり、「湯殿山」の下に「供養塔」と刻むこともある。また、日輪・月輪と瑞雲を上部に配したり、種字アーンクを刻むこともある。
明治以降には三山を並記したものが多くなり、「月山」が中央に刻まれるようになる。これは、月山神社の社格が官幣大社、他が国幣小社に定められたことによる。
秋田県と岩手県では湯殿山碑よりも三山碑がやや多く、岩手県では出羽三山碑と鳥海山碑が並立していることが多い。

### 出羽三山神名塔
明治以降には、山名の代わりに「月山神社」「湯殿山神社」「羽黒山神社」（「出羽神社」）のように神社名を3つ並記するものが現れる。また、「月山月読尊」のように山名の下に神名を付けたり、「月山大神」のように山名の下に「大神」を付けることもある。いずれも湯殿山ではなく月山が中心に刻まれることが多い。

### 八日塔
山形県（特に上山市）や福島県、長野県には、「八日塔」や「八日講」「八日供養塔」などと刻まれた、湯殿山信仰に基づく石塔がある。空海が807年（大同2年）4月8日に湯殿山を開いたためといわれている。宝永時代から造立され、江戸時代末期には造立されなくなった。

## 文化財
出羽三山供養塔には地方自治体の文化財として指定または登録されたものがある。
- 南蔵院石造出羽三山供養塔

板橋区登録有形民俗文化財（信仰）。2009年度（平成21年度）登録。南蔵院（板橋区蓮沼町）。
- 本一色の石造道標

江戸川区登録文化財・歴史資料。1983年（昭和58年）3月15日告示。北野神社（江戸川区本一色）。1819年（文政2年）造立。出羽三山講中による道標。
- 湯殿山供養碑

葛飾区登録有形文化財。葛飾区堀切。
- 出羽三山碑 砂村講中奉納

江東区登録有形民俗文化財。1982年（昭和57年）3月15日登録。富賀岡八幡宮（江東区南砂）。
- 出羽三山碑 村井鍋次郎奉納

江東区登録有形民俗文化財。1998年（平成10年）3月30日登録。富賀岡八幡宮（江東区南砂）。
- 出羽三山の碑

墨田区登録有形民俗文化財。2012年（平成24年）12月19日登録。長命寺（墨田区向島）。
- 出羽三山・百八十八ヶ所観音供養塔

練馬区登録有形民俗文化財。2011年度（平成23年度）登録。練馬区上石神井。1842年（天保13年）造立。
- 粟山の寛文四年出羽三山供養塔

四街道市指定有形文化財（石造建造物）。1983年（昭和58年）4月15日指定。1664年（寛文4年）造立。

## 参考画像

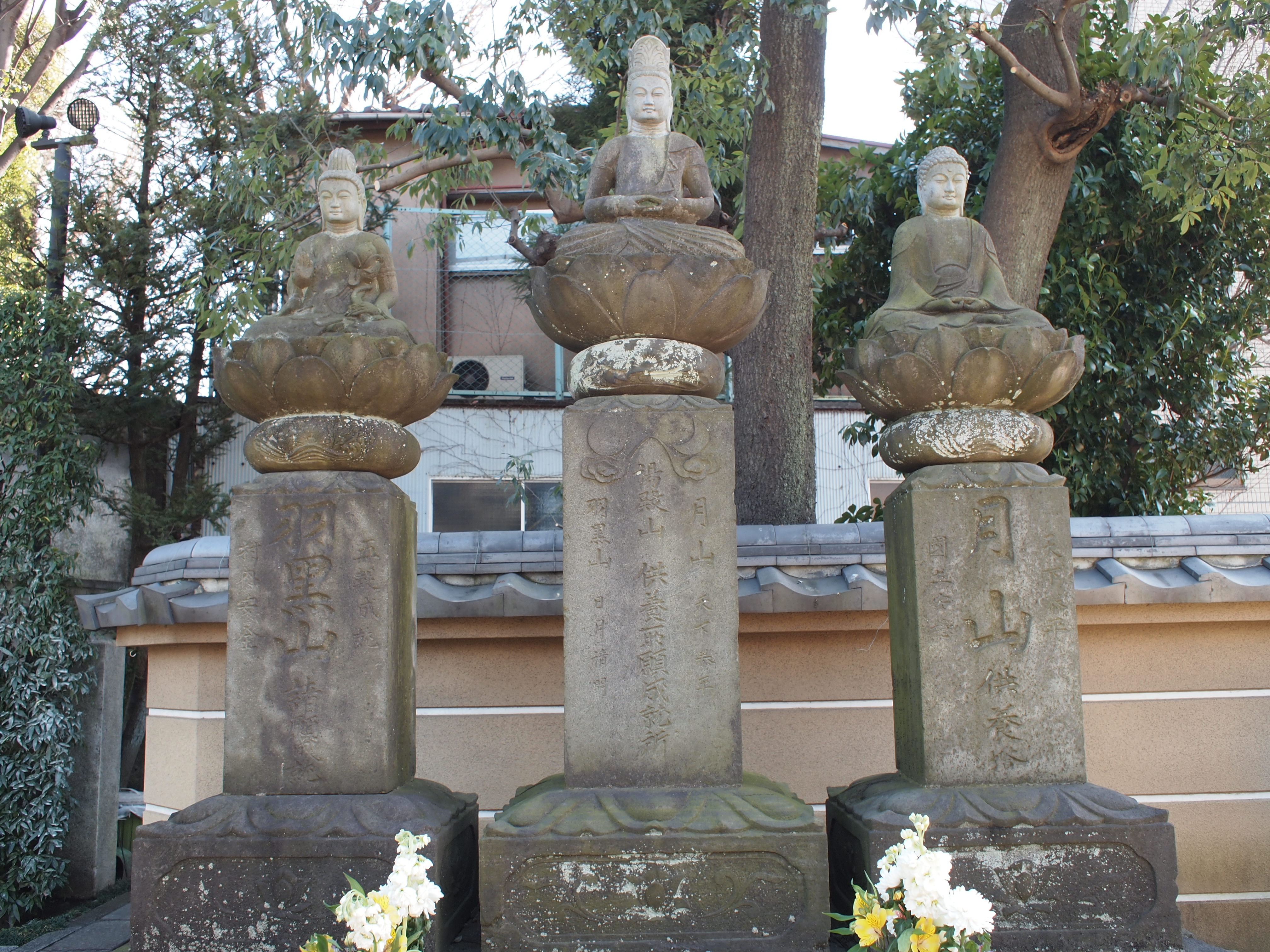
南蔵院（板橋区蓮沼町）の出羽三山供養塔
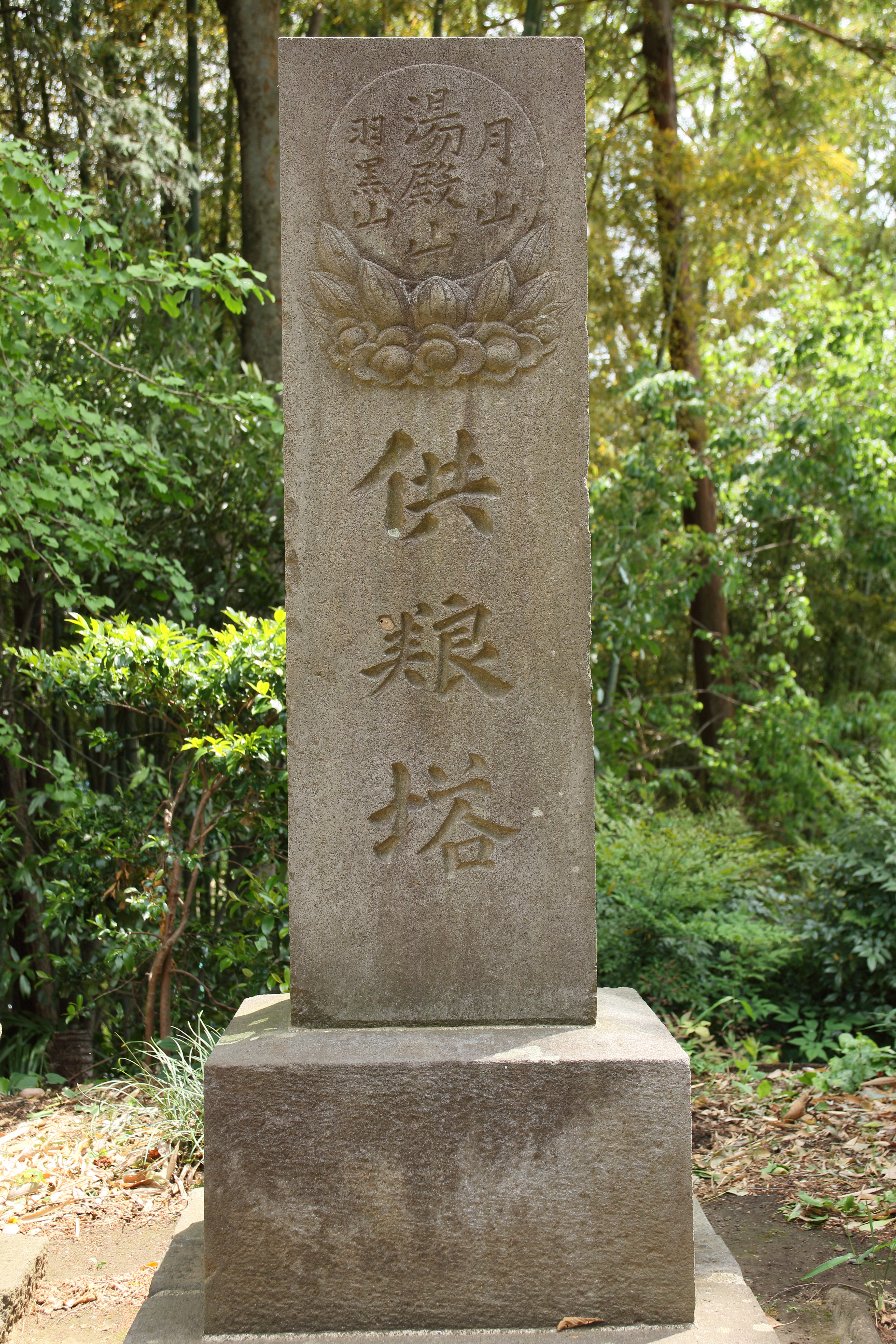
宗泉寺（横浜市緑区北八朔町）の出羽三山供養塔
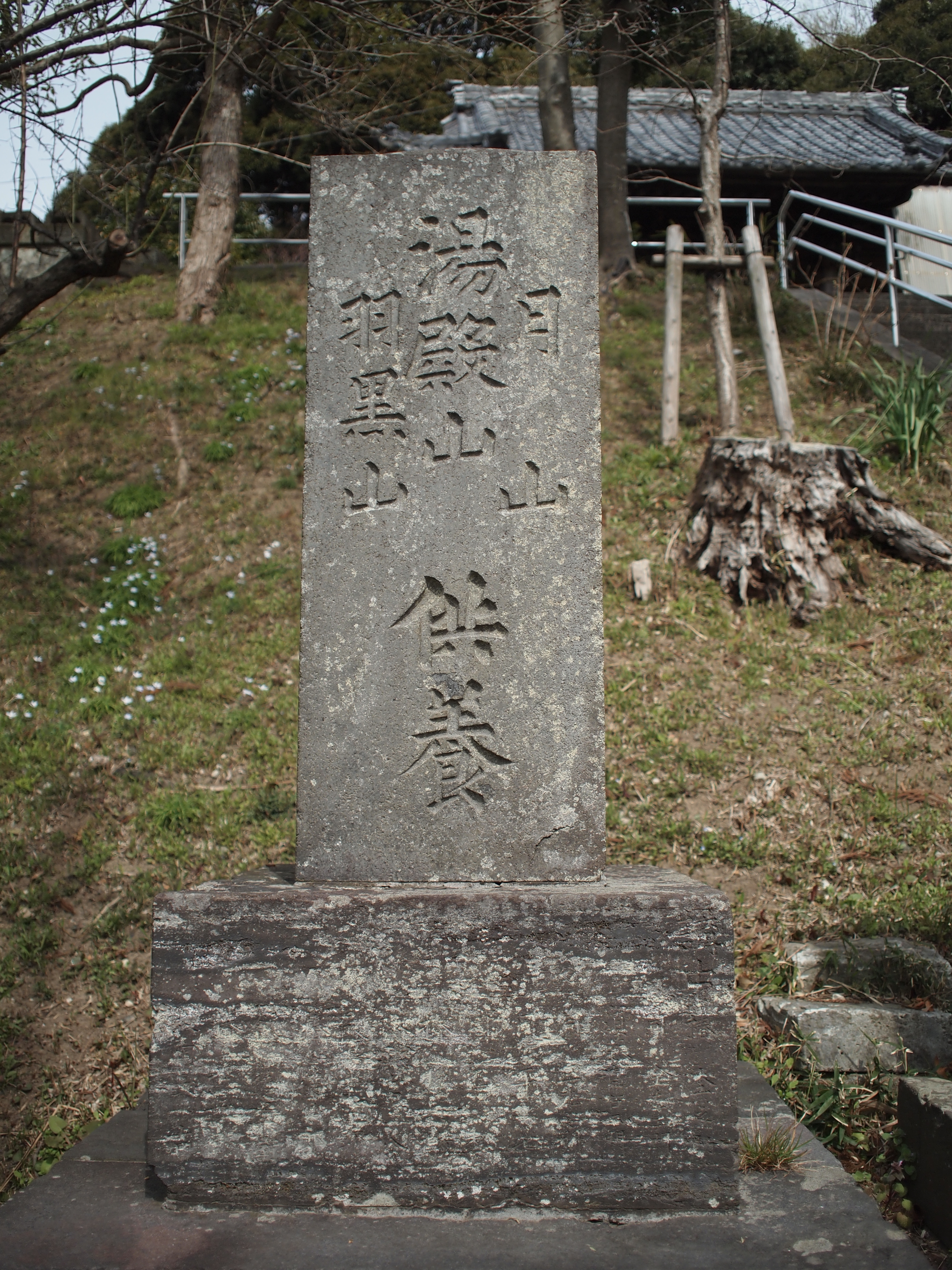
三島神社（横浜市栄区飯島町）の出羽三山供養塔 1859年（安政6年）造立
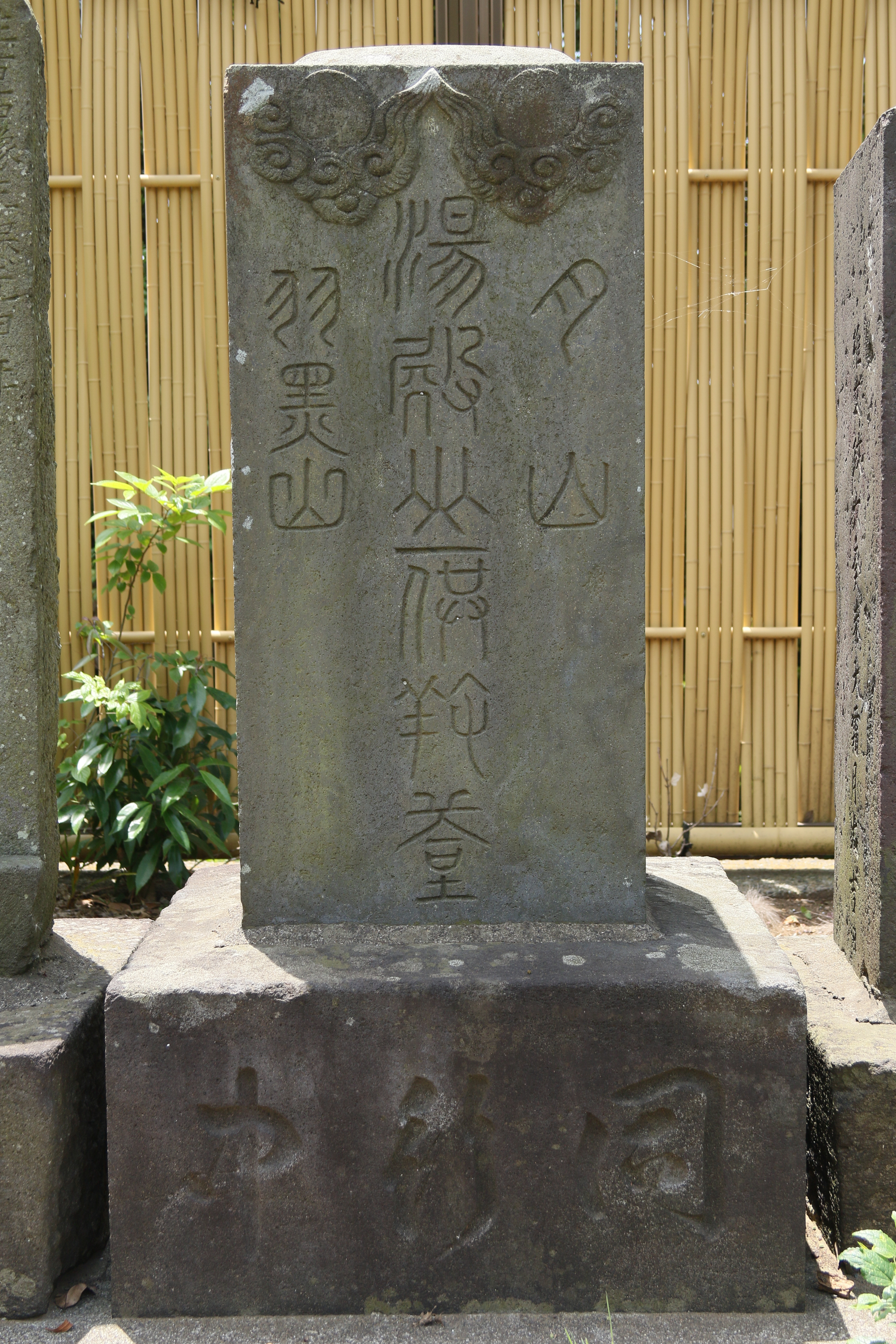
西光寺（習志野市谷津）の出羽三山供養塔
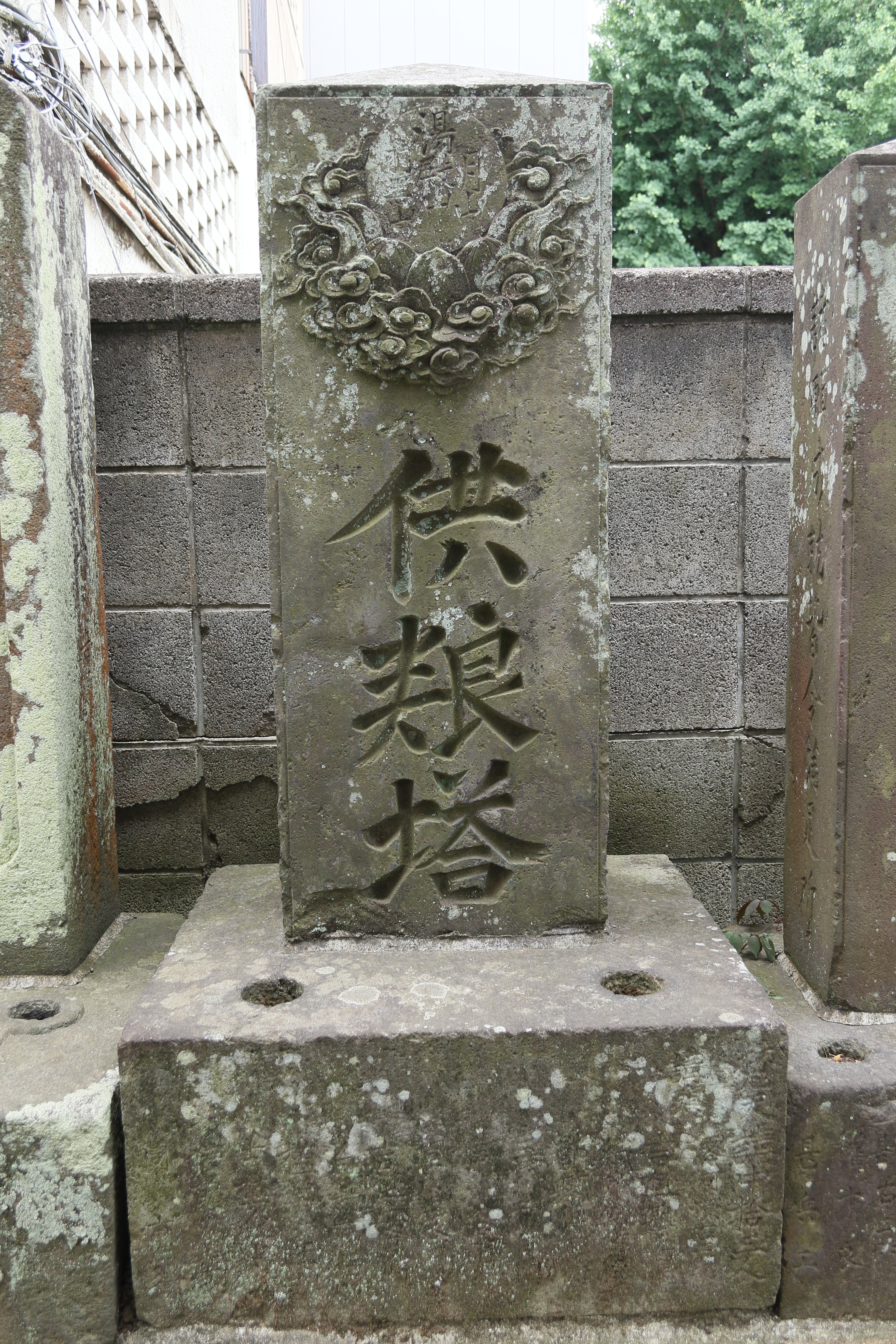
東漸寺（習志野市津田沼）の出羽三山供養塔
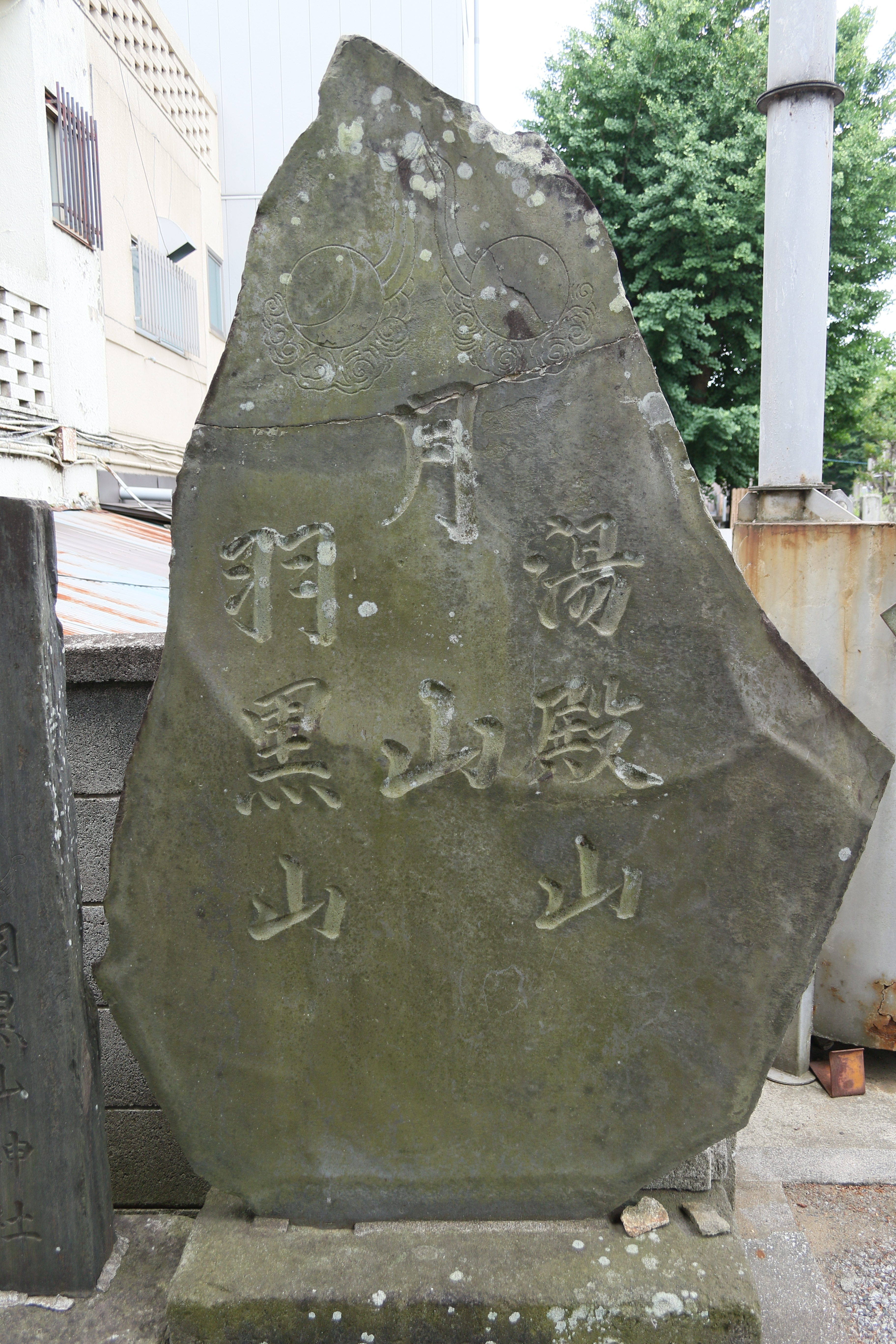
東漸寺（習志野市津田沼）の出羽三山碑
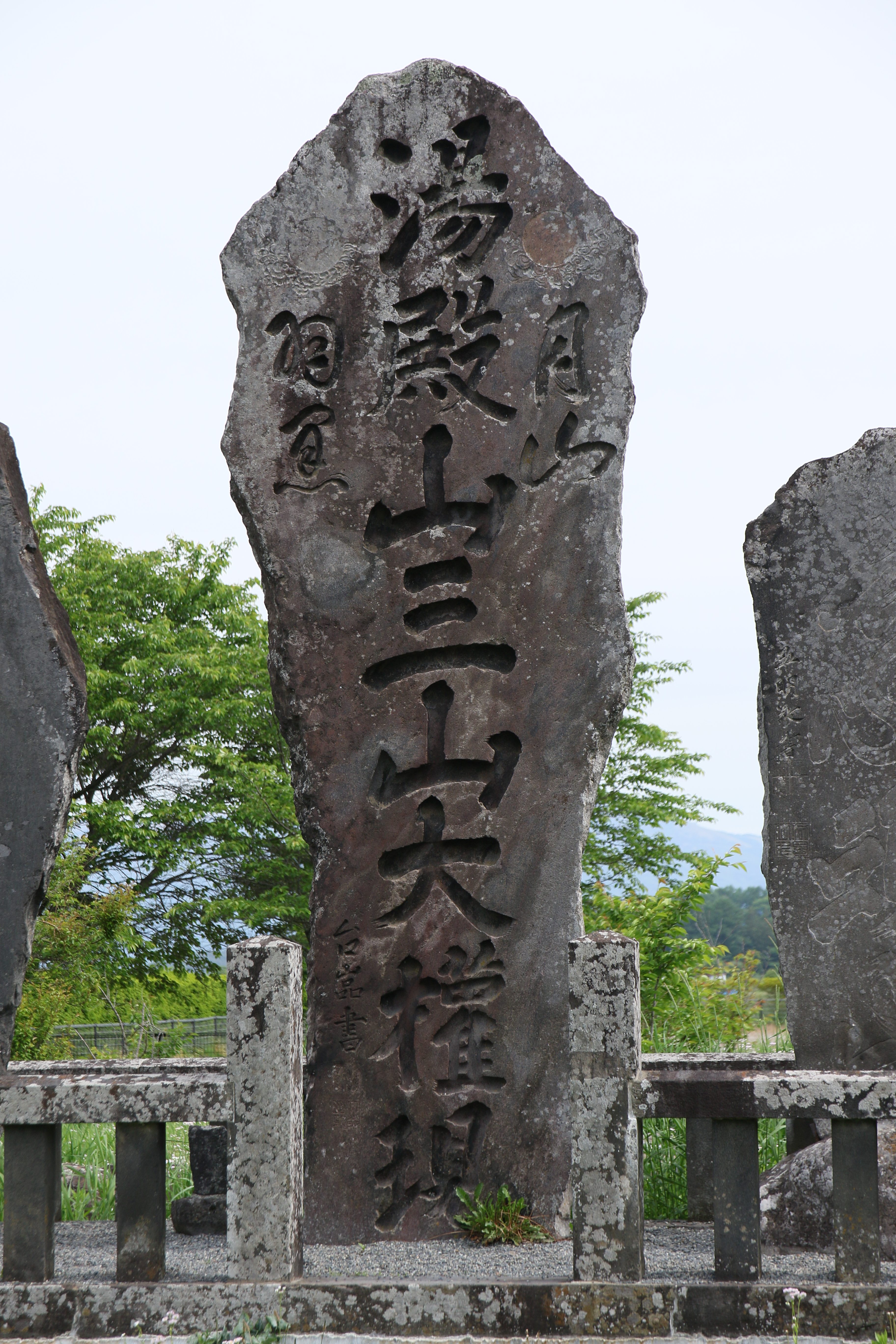
臥竜公園（長野県諏訪郡原村払沢）の出羽三山碑
- 「敬愛教社」銘のある菅田杉山社（横浜市神奈川区菅田町）の出羽三山塔 1883年（明治16年）造立